# Financial Times Person of the Year
Financial Times Person of the Year (engelska, "Årets person") utses varje år sedan 1970 av den brittiska tidskriften Financial Times som utser en man eller kvinna som anses ha haft störst påverkan på världen under det år som gått.

## Person of the Year
| År   | Person                       |
| ---- | ---------------------------- |
| 2023 | Lars Fruergaard Jørgensen    |
| 2022 | Volodymyr Zelenskyj          |
| 2021 | Elon Musk                    |
| 2020 | Uğur Şahin och Özlem Türeci  |
| 2019 | Satya Nadela                 |
| 2018 | George Soros                 |
| 2017 | Susan Fowler                 |
| 2016 | Donald Trump                 |
| 2015 | Angela Merkel                |
| 2014 | Tim Cook                     |
| 2013 | Jack Ma                      |
| 2012 | Mario Draghi                 |
| 2011 | Mohammed Bouazizi            |
| 2010 | Steve Jobs                   |
| 2009 | Lloyd Blankfein              |
| 2008 | Barack Obama                 |
| 2007 | Jean-Claude Trichet          |
| 2006 | Lakshmi Mittal               |
| 2005 | Sergey Brin, Larry Page      |
| 2004 | Eliot Spitzer                |
| 2003 | Jeffrey Immelt               |
| 2002 | George W. Bush               |
| 2001 | Howard Lutnick               |
| 2000 | Craig Venter                 |
| 1999 | John von Neumann             |
| 1998 | Alan Greenspan               |
| 1997 | Tony Blair                   |
| 1996 | Rupert Murdoch               |
| 1994 | Bill Gates                   |
| 1993 | Edouard Balladur             |
| 1992 | Deng Xiaoping                |
| 1991 | James Baker                  |
| 1990 | Helmut Kohl                  |
| 1989 | Mikhail Gorbachev            |
| 1988 | Henry Kravis, George Roberts |
| 1987 | Margaret Thatcher            |
| 1986 | Yasuhiro Nakasone            |
| 1985 | Mikhail Gorbachev            |
| 1984 | Albert Hall                  |
| 1983 | John Opel                    |
| 1982 | George Shultz                |
| 1981 | Francois Mitterrand          |
| 1980 | Lech Walesa                  |
| 1978 | Deng Xiaoping                |
| 1977 | Anwar Sadat                  |
| 1976 | Jimmy Carter                 |
| 1975 | Helmut Schmidt               |
| 1974 | Harold Wilson                |
| 1973 | Faisal bin Abdul Aziz        |
| 1972 | Henry Kissinger              |
| 1970 | Jean Rey                     |